# Kumpur

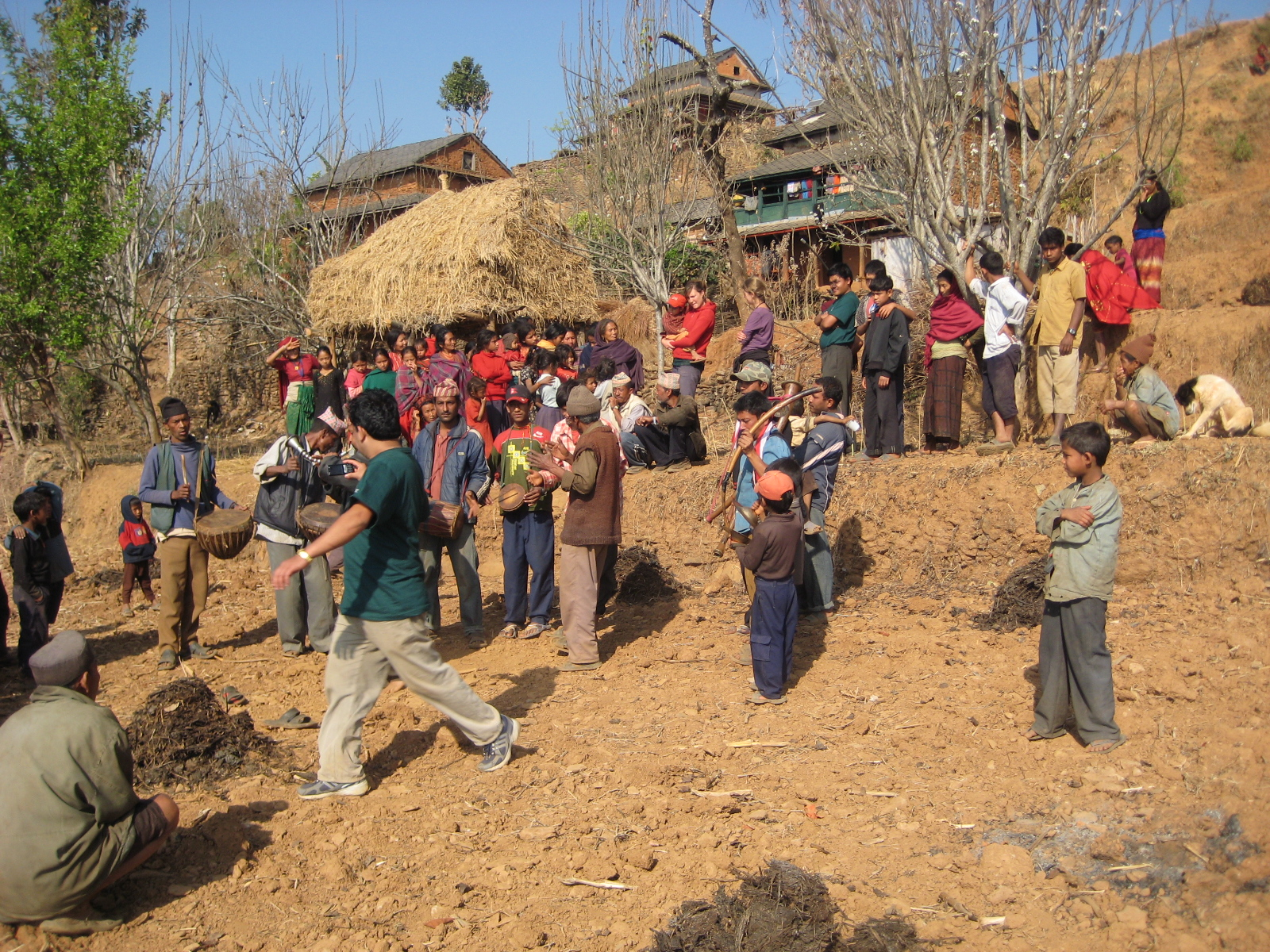
Wioska Kumpur

Kumpur (nepalski: कुम्पुर) – gaun wikas samiti w środkowej części Nepalu w strefie Bagmati w dystrykcie Dhading. Według nepalskiego spisu powszechnego z 2001 roku liczył on 1775 gospodarstw domowych i 10056 mieszkańców (5106 kobiet i 4950 mężczyzn).